# 杨青 (喜剧演员)
杨青，中国大陆女演员，毕业于北京电影学院，多参与英达导演的情景喜剧，代表作品有《候车大厅》、《候车室的故事》、《外来妹》等。

## 作品

### 电视剧
- 下辈子还做我老爸（2016年）饰演：姜丽佩
- 翩翩冷少俏佳人（2016年）饰演：简太太
- 为了一句话（2015年）饰演：杨银瓶
- 港媳嫁到（2015年）饰演：郭彩虹
- 婚姻料理（2014年）饰演：北川
- 抹布女也有春天（2013年）饰演：吴向红
- 娘要嫁人（2013年）饰演：魏淑青
- 妈妈的花样年华（2013年）饰演：杨柳青青
- 重返大福村（2013年）
- 媳妇的美好宣言（2012年）饰演：张牡丹
- 激情永远燃烧（2012年）饰演：余小水
- 后厨（2012年）饰演：会计师
- 小男人遇上大女人（2012年）饰演：小姨
- 媳妇是怎样炼成的（2012年）饰演：二姑
- 家产（2011年）饰演：王红
- 漂亮主妇（2011年）饰演：春光
- 爱有多远（2009年）
- 家有儿女3（2007年）饰演：杨欣
- 家有儿女1（2005年）饰演：毛毛妈妈
- 妈妈我拿什么爱你（2005年）饰演：姚美丽
- 中国故事（2004年）饰演：宝生的妹妹
- 好想好想谈恋爱（2004年）
- 两家人（2004年）饰演：芳芳
- 超市麻辣烫（2004年）饰演：张丽丽
- 我们都是好朋友（2004年）饰演：郑母
- 向阳理发店（2003年）饰演：杨青
- 向阳照相馆（2003年）
- 炊事班的故事（2002年）饰演：兰兰
- 东北一家人（2002年）饰演：相亲女
- 候车室的故事（2002年）饰演：王秀花
- 最爱的是你（2002年）饰演：汪玉花
- 命运的承诺2（2002年）
- 乘着歌声的翅膀（2002年）
- 重案六组（2001年）饰演：周沫
- 网虫日记（2001年）
- 闲人马大姐（2000年）
- 中国餐馆（1999年）饰演：王昕
- 候车大厅（1997年）饰演：王秀花
- 新72家房客（1997年）
- 我爱我家（1993年）饰演：小翠
- 外来妹（1991年）饰演：靓女

### 电影
- 小情书（2017年）饰演：陆老师
- 牛胆神偷（2013年）饰演：牛赤霞
- 一夜惊喜（2013年）饰演：妇科医生
- 东方中国梦（2013年）饰演：马厂长
- 电梯惊魂（2013年）饰演：马护士
- 我和你（2012年）饰演：相亲女子乙
- 不怕贼惦记（2011年）饰演：八条
- 朱大琴，请与本台联系（2010年）饰演：朱大琴
- 爱情方向盘（2010年）
- 夜·店（2009年）饰演：老板娘
- 时尚先生（2008年）饰演：主编
- 快乐时光（2007年）饰演：小小母
- 一路上有你（2006年）饰演：蝴蝶姐姐
- 旧约（2002年）饰演：青姐
- 新言情时代（2000年）饰演：晓娅
- 男男女女（1999年）饰演：青姐
- 功夫皇帝方世玉（1993年）饰演：雷婷婷丫鬟
- 烈火恩怨（1992年）

### 话剧
- 《保尔·柯察金》
- 《三姊妹》
- 《等待戈多》
- 《俗世奇人》（饰演：酒婆）
- 《酗酒者莫非》